# 阿朗邦
阿朗邦（法語：Alembon，法語發音：[alɑ̃bɔ̃]）是法国上法蘭西大區加来海峡省的一个市镇，属于加来区。

## 地理
阿朗邦（50°47'5"N, 1°53'13"E）面积8.97 平方千米，位于法国上法蘭西大區加来海峡省，该省份为法国北部沿海省份，西北濒北海，南至索姆省，东临北部省。
与阿朗邦接壤的市镇（或旧市镇、城区）包括：埃尔默兰冈、利克、桑冈、布克欧、布尔桑、科朗贝尔、阿尔丹冈。

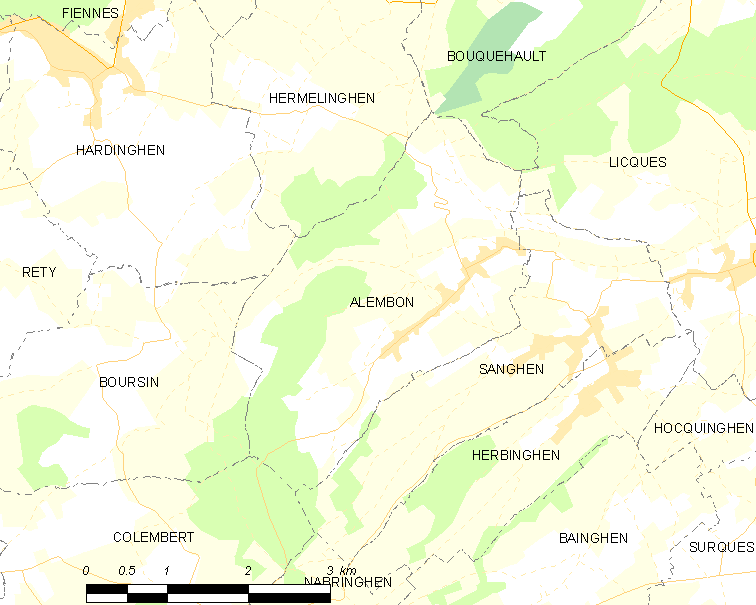
阿朗邦的OSM定位图

阿朗邦的时区为UTC+01:00、UTC+02:00（夏令时）。

## 行政
阿朗邦的邮政编码为62850，INSEE市镇编码为62020。

## 政治
阿朗邦所属的省级选区为加来第二县。

## 人口

1962-2008年间阿朗邦人口变化图示

阿朗邦于2022年1月1日时的人口数量为626人。